# Oscar Larrauri
Oscar Rubén Larrauri (* 19. August 1954 in Rosario) ist ein ehemaliger argentinischer Automobilrennfahrer.

## Karriere
Oscar Larrauri bestritt seine ersten Autorennen in der argentinischen Formel-3-Meisterschaft 1979. Anfang der 1980er-Jahre kam er nach Europa und fuhr erneut Formel-3-Rennen. Mit sieben Einzelsiegen in der europäischen Formel-3-Meisterschaft sicherte er sich 1982 mit dem italienischen Team Euroracing den Titel. Es folgte ein erfolgloses Jahr 1983 in der Formel-2-Europameisterschaft, wo er für Minardi an den Start ging. Larrauris Karriere geriet ins Stocken und erhielt erst durch den Schweizer Walter Brun neuen Schwung, der den Argentinier in sein Sportwagenteam aufnahm. Bis in die frühen 1990er-Jahre fuhr er mit dem Porsche 962 viele Sportwagenrennen. Höhepunkt war der Sieg beim Gruppe-C-Rennen in Jerez 1986 und der zweite Gesamtrang beim 24-Stunden-Rennen von Le Mans im selben Jahr.
Als Brun seine Aktivitäten auf die Formel 1 ausdehnte, kam Larrauri mit EuroBrun Racing auch in diese Rennserie. Das Unternehmen geriet zum Fiasko, Larrauri konnte sich in zwei Jahren nur für sieben Weltmeisterschaftsläufe qualifizieren und blieb wie das Team punktelos.
Nach seinem Formel-1-Engagement kehrte Larrauri zu den Sport- und Tourenwagen zurück. Auf einem Ferrari 348 und einem F40 fuhr er in der japanischen GT-Meisterschaft.
1996, nach einem Jahr in der Italienischen Tourenwagen-Meisterschaft, kehrte Oscar Larrauri nach Argentinien zurück und sicherte sich dort 1997 und 1998 auf einem BMW 320i den Titel in der nationalen Produktionswagenmeisterschaft.

## Statistik

### Statistik in der Formel 1

#### Gesamtübersicht
| Saison | Team            | Chassis        | Motor                    | Rennen | Siege | Zweiter | Dritter | Poles | schn. Rennrunden | Punkte | WM-Pos. |
| ------ | --------------- | -------------- | ------------------------ | ------ | ----- | ------- | ------- | ----- | ---------------- | ------ | ------- |
| 1988   | EuroBrun Racing | EuroBrun ER188 | Ford Cosworth DFZ 3.5 V8 | 8      | −     | −       | −       | −     | −                | −      | NC      |
| Gesamt | Gesamt          | Gesamt         | Gesamt                   | 8      | −     | −       | −       | −     | −                | −      |         |

#### Einzelergebnisse
| Saison | 1   | 2   | 3  | 4   | 5   | 6   | 7   | 8  | 9   | 10   | 11   | 12   | 13  | 14  | 15  | 16 |
| ------ | --- | --- | -- | --- | --- | --- | --- | -- | --- | ---- | ---- | ---- | --- | --- | --- | -- |
| 1988   |     |     |    |     |     |     |     |    |     |      |      |      |     |     |     |    |
| DNF    | DNQ | DNF | 13 | DNF | DNF | DNF | DNQ | 16 | DNQ | DNPQ | DNPQ | DNPQ | DNQ | DNQ | DNF |    |

### Le-Mans-Ergebnisse
| Jahr | Team                   | Fahrzeug      | Teamkollege       | Teamkollege       | Platzierung     | Ausfallgrund |
| ---- | ---------------------- | ------------- | ----------------- | ----------------- | --------------- | ------------ |
| 1983 | Scuderia Sivama Motor  | Lancia LC1    | Max Cohen-Olivar  | Massimo Sigala    | nicht klassiert |              |
| 1984 | Brun Motorsport        | Porsche 956   | Joël Gouhier      | Massimo Sigala    | Rang 7          |              |
| 1985 | Brun Motorsport        | Porsche 956   | Gabriele Tarquini | Massimo Sigala    | Ausfall         | Motorschaden |
| 1986 | Brun Motorsport        | Porsche 962C  | Joel Gouhier      | Jesús Pareja-Mayo | Rang 2          |              |
| 1987 | Brun Motorsport        | Porsche 962C  | Uwe Schäfer       | Jesús Pareja-Mayo | Ausfall         | Unfall       |
| 1989 | Repsol Brun Motorsport | Porsche 962C  | Walter Brun       | Jesús Pareja-Mayo | Ausfall         | Motorschaden |
| 1990 | Brun Motorsport        | Porsche 962C  | Walter Brun       | Jesús Pareja-Mayo | Ausfall         | Motorschaden |
| 1991 | Repsol Brun Motorsport | Porsche 962C  | Walter Brun       | Jesús Pareja-Mayo | Rang 10         |              |
| 1994 | Repsol Ferrari España  | Ferrari 348LM | Joel Gouhier      | Fabio Mancini     | Ausfall         | Benzinpumpe  |

### Sebring-Ergebnisse
| Jahr | Team         | Fahrzeug     | Teamkollege       | Teamkollege    | Platzierung | Ausfallgrund |
| ---- | ------------ | ------------ | ----------------- | -------------- | ----------- | ------------ |
| 1992 | Joest Racing | Porsche 962C | Giampiero Moretti | Massimo Sigala | Rang 3      |              |

### Einzelergebnisse in der Sportwagen-Weltmeisterschaft
| Saison | Team                          | Rennwagen            | 1   | 2   | 3   | 4   | 5   | 6   | 7   | 8   | 9   | 10  | 11  |
| ------ | ----------------------------- | -------------------- | --- | --- | --- | --- | --- | --- | --- | --- | --- | --- | --- |
| 1983   | Savima                        | Lancia LC1           | MON | SIL | NÜR | LEM | SPA | FUJ | KYA |     |     |     |     |
| 1983   | Savima                        | Lancia LC1           |     |     | 5   | DNF |     |     |     |     |     |     |     |
| 1984   | Brun Motorsport Gaggia        | Porsche 956          | MON | SIL | LEM | NÜR | BRH | MOS | SPA | IMO | FUJ | KYA | SAN |
| 1984   | Brun Motorsport Gaggia        | Porsche 956          | DNF | DNF | 7   | 6   |     | DNF | 4   | 5   |     |     |     |
| 1985   | Brun Motorsport               | Porsche 956          | MUG | MON | SIL | LEM | HOK | MOS | SPA | BRH | FUJ | SEL |     |
| 1985   | Brun Motorsport               | Porsche 956          | DNF | 6   | DNF | DNF | 2   |     | DNF |     |     | 5   |     |
| 1986   | Brun Motorsport               | Porsche 962          | MON | SIL | LEM | NÜN | BRH | JER | NÜR | SPA | FUJ |     |     |
| 1986   | Brun Motorsport               | Porsche 962          | 4   | 10  | 2   |     | DNF | 1   | DNF | DNF | 7   |     |     |
| 1987   | Brun Motorsport               | Porsche 962          | JAR | JER | MON | SIL | LEM | NÜN | BRH | NÜR | SPA | FUJ |     |
| 1987   | Brun Motorsport               | Porsche 962          | 5   | 7   | 3   | DNF | DNF | 2   | 5   | 3   | 3   | 4   |     |
| 1988   | Brun Motorsport Kremer Racing | Porsche 962          | JER | JAR | MON | SIL | LEM | BRÜ | BRH | NÜR | SPA | FUJ | SAN |
| 1988   | Brun Motorsport Kremer Racing | Porsche 962          | 12  | 6   | 3   |     |     |     |     | 11  | 4   | 16  |     |
| 1989   | Brun Motorsport               | Porsche 962          | SUZ | DIJ | JAR | BRH | NÜR | DON | SPA | MEX |     |     |     |
| 1989   | Brun Motorsport               | Porsche 962          | 18  | 9   | 3   |     | 6   | 5   | 4   | 2   |     |     |     |
| 1990   | Brun Motorsport               | Porsche 962          | SUZ | MON | SIL | SPA | DIJ | NÜR | DON | MOT | MEX |     |     |
| 1990   | Brun Motorsport               | Porsche 962          | 6   | DNF | 6   | 5   | 12  | 8   | DNF | DNF | DNF |     |     |
| 1991   | Brun Motorsport               | Porsche 962 Brun C91 | SUZ | MON | SIL | LEM | NÜR | MAG | MEX | AUT |     |     |     |
| 1991   | Brun Motorsport               | Porsche 962 Brun C91 | DNF | 6   | 7   | 10  |     | DNF | DNF | DNF |     |     |     |